# Marzens
Marzens est une commune française située dans le sud-ouest du département du Tarn, en région Occitanie. Sur le plan historique et culturel, la commune est dans le Lauragais, l'ancien « Pays de Cocagne », lié à la fois à la culture du pastel et à l’abondance des productions, et de « grenier à blé du Languedoc ».
Exposée à un climat océanique altéré, elle est drainée par le Messal et par divers autres petits cours d'eau.
Marzens est une commune rurale qui compte 311 habitants en 2022.  Elle fait partie de l'aire d'attraction de Toulouse. Ses habitants sont appelés les Marzinois ou  Marzinoises.

## Géographie

### Localisation
- 1Carte dynamique
- 2Carte Openstreetmap
- 3Carte topographique
- 4Carte avec les communes environnantes

Commune rurale située à 5 km au sud de Lavaur.

### Communes limitrophes
|                   | Lavaur     |              |
| Lacougotte-Cadoul | Marzens    | Massac-Séran |
|                   | Roquevidal | Pratviel     |

### Hameaux et lieux-dits
La commune comporte un hameau principal appelé Saint-Sauveur (nom de l'église), d'un hameau secondaire, Preignan, ancienne paroisse, d'un lotissement 'Bois del Biatz' et de fermes éparses.

### Hydrographie
La commune est dans le bassin de la Garonne, au sein du bassin hydrographique Adour-Garonne. Elle est drainée par le Messal, le ruisseau de la Barthe, le ruisseau de l'Anglès et par divers petits cours d'eau, qui constituent un réseau hydrographique de 14 km de longueur totale,.

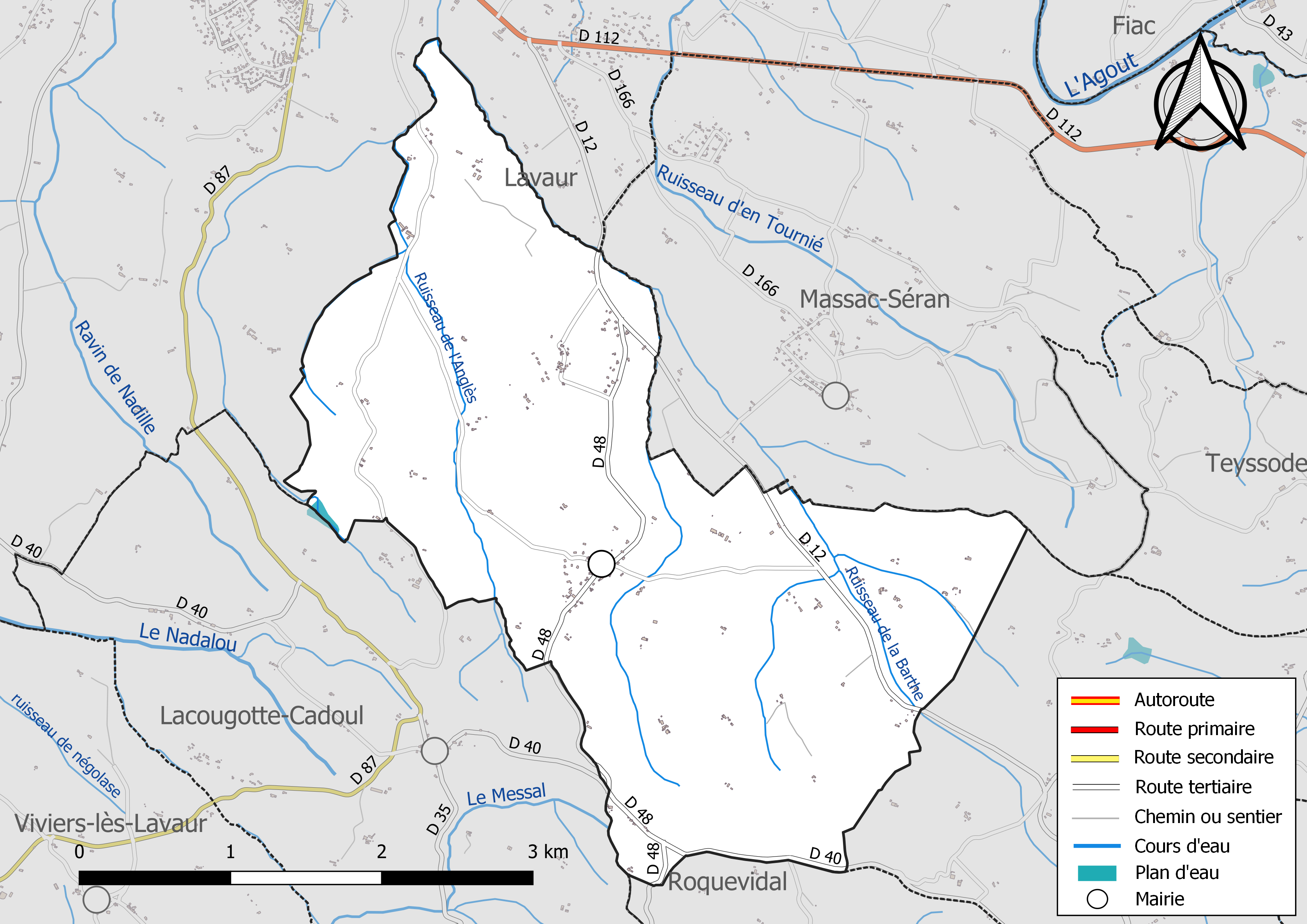
Réseaux hydrographique et routier de Marzens.

### Climat
Pour des articles plus généraux, voir Climat de l'Occitanie et Climat du Tarn.
En 2010, le climat de la commune est de type climat du Bassin du Sud-Ouest, selon une étude du Centre national de la recherche scientifique s'appuyant sur une série de données couvrant la période 1971-2000. En 2020, Météo-France publie une typologie des climats de la France métropolitaine dans laquelle la commune est exposée à un climat océanique altéré et est dans la région climatique Aquitaine, Gascogne, caractérisée par une pluviométrie abondante au printemps, modérée en automne, un faible ensoleillement au printemps, un été chaud (19,5 °C), des vents faibles, des brouillards fréquents en automne et en hiver et des orages fréquents en été (15 à 20 jours).
Pour la période 1971-2000, la température annuelle moyenne est de 13,2 °C, avec une amplitude thermique annuelle de 16,3 °C. Le cumul annuel moyen de précipitations est de 760 mm, avec 10,2 jours de précipitations en janvier et 5,3 jours en juillet. Pour la période 1991-2020, la température moyenne annuelle observée sur la station météorologique de Météo-France la plus proche, « Lavaur », sur la commune de Lavaur à 5 km à vol d'oiseau, est de 13,6 °C et le cumul annuel moyen de précipitations est de 701,8 mm. 
La température maximale relevée sur cette station est de 42,6 °C, atteinte le 23 août 2023 ; la température minimale est de −18 °C, atteinte le 17 janvier 1987,,.
Les paramètres climatiques de la commune ont été estimés pour le milieu du siècle (2041-2070) selon différents scénarios d'émission de gaz à effet de serre à partir des nouvelles projections climatiques de référence DRIAS-2020. Ils sont consultables sur un site dédié publié par Météo-France en novembre 2022.

### Milieux naturels et biodiversité
Aucun espace naturel présentant un intérêt patrimonial n'est recensé sur la commune dans l'inventaire national du patrimoine naturel,,.

## Urbanisme

### Typologie
Au 1er janvier 2024, Marzens est catégorisée commune rurale à habitat dispersé, selon la nouvelle grille communale de densité à sept niveaux définie par l'Insee en 2022.
Elle est située hors unité urbaine. Par ailleurs la commune fait partie de l'aire d'attraction de Toulouse, dont elle est une commune de la couronne,. Cette aire, qui regroupe 527 communes, est catégorisée dans les aires de 700 000 habitants ou plus (hors Paris),.

## Histoire
L’histoire du territoire de Marzens apparaît à l’époque antique. Des silex taillés ont été trouvés à Saint Sauveur, témoins de refuges (vers 50 000 avant JC ?).
Les romains ont occupé des secteurs voisins, comme en témoignent les domaines de Flamarens, Séran ou St Germier. Des habitats gallo-romains marqués au sol par des vestiges ont été recensés, à St Pierre, l’Héritier et Champ de la Barthe. La voie dite ‘romaine’ qui borde la commune, permettait la circulation entre Lavaur et Teyssode.
Le nom « Marzens », de consonance germanique (comme Maurens, Pézens, Mézens…), est un témoin de l’occupation Wisigoth qui eut lieu au 5ième siècle après JC et dont l’apogée fut le royaume allant de l’est de la France jusqu’au sud de l’Espagne et dont la capitale était Toulouse (dès l’an 419). Marzens était sans doute un grand domaine Wisogoth.
Certains historiens disent qu’il est possible qu’un «castrum», tour de guet en bois (1), ait été construit pour surveiller la crête de Cadoul, l’accès à Lavaur était un sans doute un lieu de passage sur l’Agout. Cette tour aurait fait partie d’un système de défense au sud-est de Lavaur avec d’autres « tours », notamment à Marzens (En Clauzades) Massac, et Couffinal. Il n’y a pas beaucoup de témoignages de l’époque médiévale, en dehors de cette butte féodale de Preignan au pied de laquelle a été ensuite édifié le château de Preignan, dont le bâtiment actuel date du 16ième siècle mais la tour en pierre est plus ancienne (sans doute construite vers 1240 ?). Les structures autour de la butte féodale ont servi par la suite de base pour la construction de l’église (chapelle) Saint-Saturnin. Un cimetière a été découvert au pied de la butte.
En 1789, il existe les communautés de Marzens et de Preignan, rattachées au diocèse de Lavaur et à la Sénéchaussée de Toulouse. En 1790, elles deviennent les municipalités de Marzens et de Preignan, rattachées au canton de Lavaur et district de Lavaur. En l’an X, il s’agit désormais des communes de Marzens et de Preignan, canton de Lavaur et arrondissement de Lavaur. En 1826, par ordonnance du 19/07, les communes de Preignan et de Marzens ont fusionné, pour former l’actuelle Commune de Marzens.
> Source : http://cdn2_3.reseaudespetitescommunes.fr/cities/764/documents/c66vnon5adxr7oz.pdf

## Politique et administration

### Rattachements administratifs et électoraux
Marzens était la plus importante de neuf communes regroupées dans la communauté de communes du SESCAL depuis 1993, un des premiers EPCI du Tarn. Au premier janvier 2013, la commune a intégré la nouvelle communauté de communes Tarn et Agout dont le siège est basé à Saint-Sulpice. Elle fait aussi partie de du canton de Lavaur Cocagne (avant le redécoupage départemental de 2014, Marzens faisait partie de l'ex-canton de Lavaur).

### Liste des maires
| Période                                  | Période | Identité        | Étiquette | Qualité |
| ---------------------------------------- | ------- | --------------- | --------- | ------- |
| mars 2008                                |         | Didier Jeanjean | SE        |         |
| Les données manquantes sont à compléter. |         |                 |           |         |

## Population et société

### Démographie
| 1793 | 1800 | 1806 | 1821 | 1831 | 1836 | 1841 | 1846 | 1851 |
| ---- | ---- | ---- | ---- | ---- | ---- | ---- | ---- | ---- |
| 260  | 303  | 290  | 267  | 483  | 484  | 476  | 480  | 482  |

| 1856 | 1861 | 1866 | 1872 | 1876 | 1881 | 1886 | 1891 | 1896 |
| ---- | ---- | ---- | ---- | ---- | ---- | ---- | ---- | ---- |
| 505  | 496  | 487  | 481  | 475  | 435  | 414  | 420  | 415  |

| 1901 | 1906 | 1911 | 1921 | 1926 | 1931 | 1936 | 1946 | 1954 |
| ---- | ---- | ---- | ---- | ---- | ---- | ---- | ---- | ---- |
| 393  | 410  | 367  | 342  | 330  | 360  | 320  | 302  | 299  |

| 1962 | 1968 | 1975 | 1982 | 1990 | 1999 | 2006 | 2008 | 2013 |
| ---- | ---- | ---- | ---- | ---- | ---- | ---- | ---- | ---- |
| 242  | 218  | 200  | 187  | 198  | 262  | 288  | 296  | 273  |

| 2018 | 2022 | - | - | - | - | - | - | - |
| ---- | ---- | - | - | - | - | - | - | - |
| 308  | 311  | - | - | - | - | - | - | - |

### Enseignement
Marzens fait partie de l'académie de Toulouse.

### Manifestations culturelles et festivités
Salle des fêtes Bernard Pontier
La fête du village est organisée tous les 3eme Week-end de juin par le Foyer Rural. 
Un trail (7, 12 et 20 km) et une randonnée (7 et 12 km) sont organisés chaque année le troisième dimanche d’octobre par l’association Festi’trail.

### Écologie et recyclage
La collecte et le traitement des déchets des ménages et des déchets assimilés ainsi que la protection et la mise en valeur de l'environnement se font dans le cadre du SICTOM de Lavaur.

## Économie

### Revenus
En 2018, la commune compte 114 ménages fiscaux, regroupant 295 personnes. La médiane du revenu disponible par unité de consommation est de 22 270 € (20 400 € dans le département).

### Emploi
|                | 2008  | 2013  | 2018 |
| -------------- | ----- | ----- | ---- |
| Commune        | 5,7 % | 5,2 % | 7 %  |
| Département    | 8,2 % | 9,9 % | 10 % |
| France entière | 8,3 % | 10 %  | 10 % |

En 2018, la population âgée de 15 à 64 ans s'élève à 214 personnes, parmi lesquelles on compte 75,7 % d'actifs (68,7 % ayant un emploi et 7 % de chômeurs) et 24,3 % d'inactifs,. Depuis 2008, le taux de chômage communal (au sens du recensement) des 15-64 ans est inférieur à celui de la France et du département.
La commune fait partie de la couronne de l'aire d'attraction de Toulouse, du fait qu'au moins 15 % des actifs travaillent dans le pôle,. Elle compte 40 emplois en 2018, contre 44 en 2013 et 44 en 2008. Le nombre d'actifs ayant un emploi résidant dans la commune est de 150, soit un indicateur de concentration d'emploi de 26,6 % et un taux d'activité parmi les 15 ans ou plus de 63,1 %.
Sur ces 150 actifs de 15 ans ou plus ayant un emploi, 30 travaillent dans la commune, soit 20 % des habitants. Pour se rendre au travail, 81,3 % des habitants utilisent un véhicule personnel ou de fonction à quatre roues, 3,3 % les transports en commun, 6 % s'y rendent en deux-roues, à vélo ou à pied et 9,3 % n'ont pas besoin de transport (travail au domicile).

### Activités hors agriculture
26 établissements sont implantés  à Marzens au 31 décembre 2019.
Le secteur de l'industrie manufacturière, des industries extractives et autres est prépondérant sur la commune puisqu'il représente 23,1 % du nombre total d'établissements de la commune (6 sur les 26 entreprises implantées  à Marzens), contre 13 % au niveau départemental.

### Agriculture
La commune est dans le Lauragais tarnais, une petite région agricole située dans le sud-ouest du département du Tarn. En 2020, l'orientation technico-économique de l'agriculture  sur la commune est la culture de céréales et/ou d'oléoprotéagineuses. 
|               | 1988 | 2000 | 2010 | 2020 |
| ------------- | ---- | ---- | ---- | ---- |
| Exploitations | 22   | 14   | 12   | 10   |
| SAU (ha)      | 808  | 771  | 792  | 795  |

Le nombre d'exploitations agricoles en activité et ayant leur siège dans la commune est passé de 22 lors du recensement agricole de 1988  à 14 en 2000 puis à 12 en 2010 et enfin à 10 en 2020, soit une baisse de 55 % en 32 ans. Le même mouvement est observé à l'échelle du département qui a perdu pendant cette période 58 % de ses exploitations,. La surface agricole utilisée sur la commune a également diminué, passant de 808 ha en 1988 à 795 ha en 2020. Parallèlement la surface agricole utilisée moyenne par exploitation a augmenté, passant de 37 à 80 ha.

## Culture locale et patrimoine

### Lieux et monuments

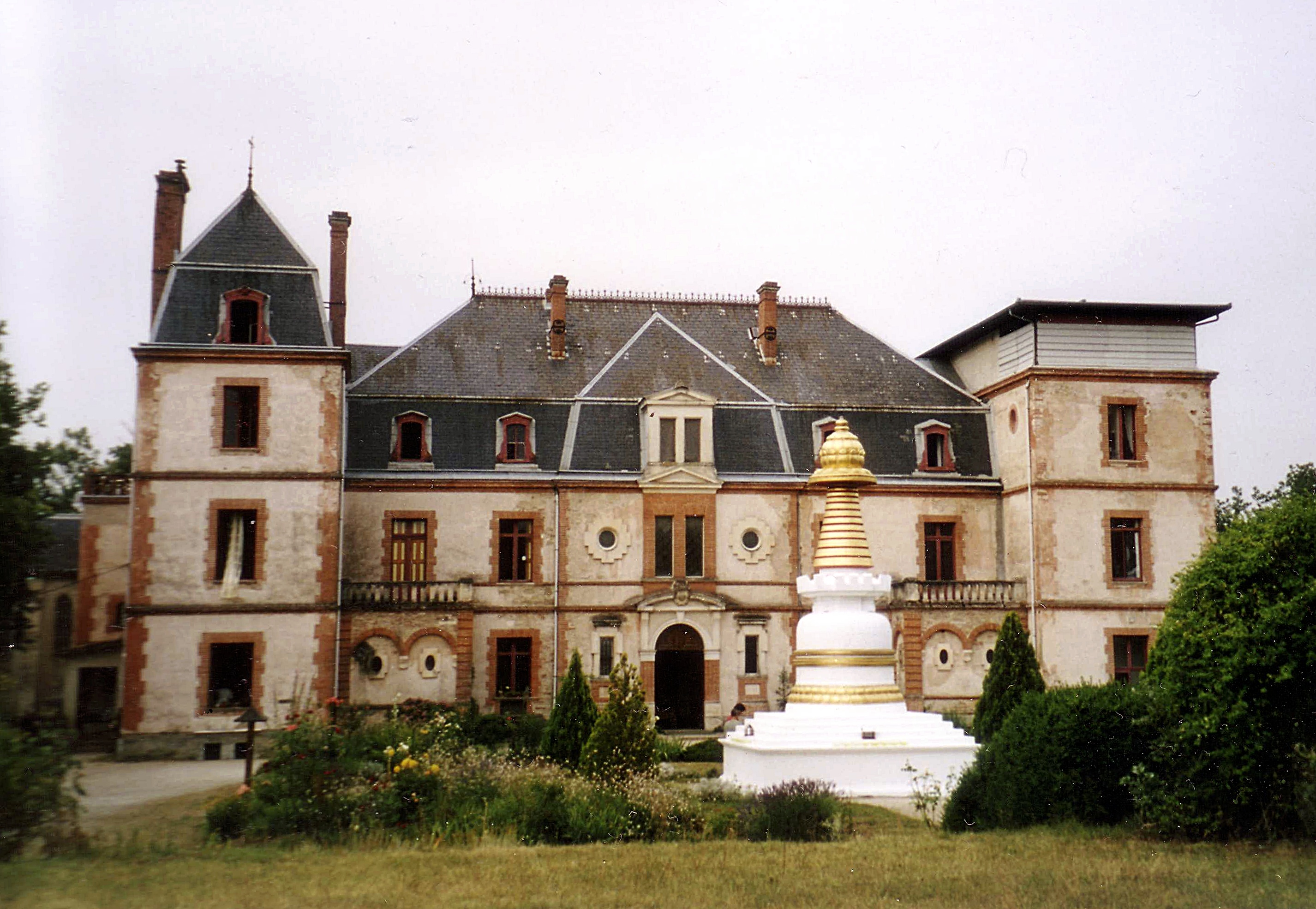
L'institut Vajra Yoginī avec un stūpa.

- Institut Vajra Yogini dans le château d'en Clausade.
- L'Arbre de la Paix : le 11 novembre 1993, cet arbre symbolique fut planté par le maire, M. Marty, en présence du dalaï-lama[24].
- Église Saint-Sauveur de Marzens. L'édifice est référencé dans la base Mérimée et à l'Inventaire général Région Occitanie[25].
- Motte circulaire du hameau de Preigan. La motte avec fossé et basse-cour est parfaitement conservée. À 650 m du hameau, dans un champ, s'ouvrait un souterrain[26].
- Site de Puech Fort, où la tradition orale atteste l'existence d'un souterrain dont aucune trace n'a pu être retrouvée. À 150 m de la ferme de Puech Fort, un promontoire avec des traces d'anciens terrassement présente les caractéristiques d'une motte[27].

### Personnalités liées à la commune
Famille Toulouse-Lautrec (parenté avec le peintre Henri de Toulouse-Lautrec), à qui a appartenu le château des Clausades jusque dans les années 1970.

## Pour approfondir